# Aechmea strobilina
Aechmea strobilina là một loài thực vật có hoa trong họ Bromeliaceae. Loài này được (Beurl.) L.B.Sm. & Read mô tả khoa học đầu tiên năm 1976.